# La Vacquerie-et-Saint-Martin-de-Castries
La Vacquerie-et-Saint-Martin-de-Castries település Franciaországban, Hérault megyében. Lakosainak száma 202 fő (2022. január 1.). La Vacquerie-et-Saint-Martin-de-Castries Montpeyroux, Saint-Guilhem-le-Désert, Saint-Maurice-Navacelles, Saint-Michel, Saint-Pierre-de-la-Fage és Saint-Privat községekkel határos.

## Népesség
A település népességének változása:
| Lakosok száma | 109  | 85   | 103  | 133  | 173  | 182  | 190  | 186  | 187  | 202  |
|               | 1968 | 1982 | 1990 | 2006 | 2013 | 2015 | 2017 | 2019 | 2020 | 2022 |